# Chibougamau
Chibougamau is een stad (ville) in het zuiden van Nord-du-Québec in de Canadese provincie Québec. Ze behoort tot de statistisch-administratieve eenheid Jamésie.
Chibougamau is met ongeveer 8000 inwoners de grootste stad in het noorden van Québec. Ze ligt in een merenrijk gebied. Ze is genoemd naar het nabijgelegen uitgestrekte Lac Chibougamau (206 km2). De stad ligt aan de provinciale weg Québec Route 167, die in Saint-Félicien begint en eindigt aan de oostelijke oever van Lac Albanel.
Op ongeveer 18 kilometer zuidwestelijk van Chibougamau ligt een klein vliegveld dat het gebied rond Chibougamau en Chapais bedient: Chibougamau/Chapais Airport (IATA-luchthavencode: YMT)

## Geschiedenis
Chibougamau is van oorsprong een mijnstad, die in 1952 werd gesticht nadat in de omgeving ertsafzettingen van koper en andere metalen waren ontdekt. Ze kreeg in 1954 het statuut van stad. 
Er werden vele mijnen opgericht in de omgeving, onder meer op het eiland Merrill in het Lac aux Dorés enkele kilometers zuidelijk van de stad, waar koper, zilver en goud werden ontgonnen. De mijnen zijn inmiddels gesloten maar bleven een potentiële bron van milieuverontreiniging vormen zolang de site niet hersteld was.